# Max Frost
Max Frost (Austin, 1983) is een Amerikaans singer-songwriter en producer. In 2013 verscheen zijn debuut-ep Low high low, gevolgd door de ep Intoxication in 2015. In 2016 en 2017 gaf Frost een reeks van singles uit. In 2018 tourde hij met Grizfolk en bracht hij de single Good morning uit dat afkomstig was van het debuutalbum Gold rush. Frost promootte het album, dat uitkwam in 2019, met een tournee met Awolnation en Twenty One Pilots.

## Discografie

### Album
- Gold rush, 2019

### Ep's
- Low high low, 2013
- Intoxication, 2015